# El Sonido de mi Tierra – The Great Dance of Argentina
El Sonido de mi Tierra ist ein Tanzensemble aus Argentinien für Tango Argentino und Folklore Argentino, gegründet durch Luis Pereyra im Jahr 1996. „El Sonido de mi Tierra“ bedeutet „Der Klang meiner Erde“.
The Great Dance of Argentina bedeutet „Der große Tanz Argentiniens“ und ist der internationale Begriff, unter dem dieselbe Kompanie weltweit außerhalb des spanischsprachigen Raumes auftritt.
Gründer der Kompanie ist Luis Pereyra. Die deutsche Nicole Nau ist Tänzerin und Ko-Produzentin der Bühnenshow.

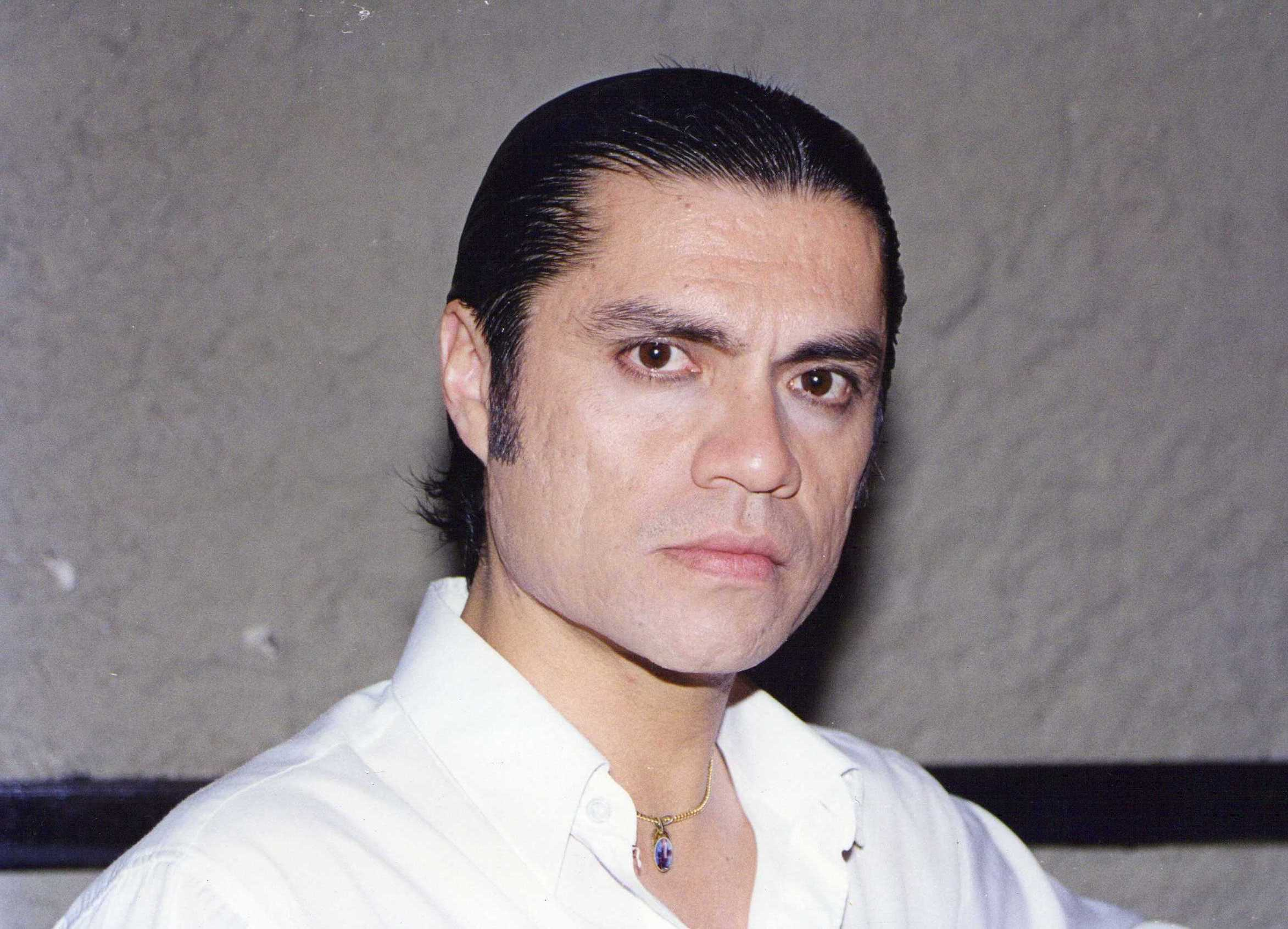
Luis Pereyra, der Direktor und Gründer der Kompanie

## Historie
Der Name „El Sonido de mi Tierra“ tauchte erstmals im Jahr 1996 im Rahmen einer „peña folklóica artística“ auf, veranstaltet durch Luis Pereyra in der „La Galería de Tango“. 1998 trat die Kompanie „El Sonido de mi Tierra“ erstmals im Theater auf. Im Teatro Avenida in Buenos Aires präsentiert sie „Tango La Danza de fuego“, ein Werk, das die Geschichte „Orillas Maldonadas“ erzählt, geschrieben von Luis Pereyra, basierend auf „El hombre de la ezquina rosada“ von Jorge Luis Borges. Im Jahr 2003 reiste die Kompanie nach Europa, später nach Japan und Mittelamerika.
Seit 2012 trat die Kompanie international unter dem Namen „The Great Dance of Argentina“ auf. Der Name „El Sonido de mi Tierra“ blieb auf dem Spanisch sprechenden Markt bestehen.

## Auftritte und Tourneen
- 1996 Peña folklórica Artística
- 1998 Teatro Avenida Tango La Danza de Fuego „La Orilla del Maldonado“[2]
- 2001 Auftritte in Zentralamerika und Japan
- 2003 Rotationstheater Remscheid-Lennep
- 2003 Teatro Empire
- 2004 Teatro Margarita Xirgu[3][4]
- 2005 Rodeo de Bernal, Tonhalle Düsseldorf, Remscheid Teo Otto Theater
- 2006 Teatro Margarita Xirgu, Buenos Aires[5], Tour durch Europa
- 2007 Tour durch Europa
- 2008 Tour durch Europa
- 2009 Tour durch Europa
- 2010 Peña artística in Crónica TV
- 2011 Tour durch Europa
- 2013 „The Great Dance of Argentina“-Tour durch Europa, Auftritt im Festival de Cosquin
- 2014 Auftritt im Festival de Cosquin, „The Great Dance of Argentina“ präsentiert seine neue Produktion VIDA[6][7][8]
- 2015 Tour durch Europa: Musical Dome Köln, World Forum Den Haag[9][10]
- 2017 Auftritt im Folies Bergère de Paris[11]
- 2022 Teatro Astral Buenos Aires[12]